# ワンナ・ブアゲーウ
ワンナ・ブアゲーウ（Wanna Buakaew, 1981年2月1日 - ）は、タイの元女子バレーボール選手、指導者。ポジションはリベロ。元タイ王国代表。

## 来歴
アテネオリンピック世界最終予選ではレギュラーとして活躍。サーブレシーブランキングで日本の成田郁久美に次ぐ2位に入った（セット率 73.99）。ワールドグランプリ 2006、ドーハアジア大会2006に出場した。

## 所属クラブ
選手
- フェーダーブラウ（英語版）（1999-2002年）
- Johnson Matthey Spezzano（2002-2003年）
- BEC World（2002-2003年）
- Rattana Bundit University（2004-2005年）
- BEC World（2004-2005年）
- Sang Som（2005-2006年）
- フェーダーブラウ（英語版）（2008-2009年）
- イトゥサチ・バクー（2009-2010年）
- Nong Khai（2010-2011年）
- ナコーンノンタブリー（英語版）（2010-2012年）
- フェーダーブラウ（英語版）（2011-2012年）
- イトゥサチ・バクー（2012-2014年）
- ナコーンノンタブリー（英語版）（2013-2014年）
- コーンケン（英語版）（2014-2015年）
- アゼルレイル・バクー（2015-2016年）
- アリアンツ MTV シュトゥットガルト（2016-2017年）
- バンコクグラス（英語版）（2017-2018年）

指導者
- クラブチーム
  -  ナコンラチャシマ（2018-2019年）
  -  Est Cola（2018-2019年）
  -  ダイヤモンドフード（英語版）（2019-2021年）
- タイ王国女子代表（2019年、2020-2021年、2024-）

## 球歴
- ワールドカップ - 2007年

## 受賞歴
- 2007年 - アジア選手権 ベストリベロ賞
- 2007年 - アジアクラブ選手権　ベストディガー賞
- 2009年 - アジアクラブ選手権　ベストリベロ賞

 ウィキメディア・コモンズには、ワンナ・ブアゲーウに関するカテゴリがあります。